# Hadrotettix magnificus
Hadrotettix magnificus är en insektsart som först beskrevs av Rehn, J.A.G. 1907.  Hadrotettix magnificus ingår i släktet Hadrotettix och familjen gräshoppor. Inga underarter finns listade i Catalogue of Life.